# Vijfde middenhandsbeen
Het vijfde middenhandsbeen of os metacarpii V is het bot dat de handwortelbeentjes met de pink verbindt. Het is na het eerste middenhandsbeen het kortste middenhandsbeen.